# Царев, Роман Алимжанович
Царев Роман Алимжанович (каз. Царев Роман Әлімжанұлы) (род. 16 июля 1991, Тараз, Казахстан) — мастер спорта международного класса по борьбе на поясах, мастер спорта Кыргызской Республики по греко-римской борьбе, трехкратный чемпион Кыргызстана по греко-римской борьбе, серебряный призёр чемпионата мира и бронзовый призёр чемпионата Азии по борьбе на поясах.

## Биография
Роман Царев родился в городе Тараз (Казахстан, Жамбылская область) . В раннем детстве с мамой и младшим братом Русланом переехали в Бишкек (Кыргызстан).

## Спортивная карьера
Греко-римской борьбой начал заниматься с 2003 года. Первый и личный тренер Фархад Ушуров. Представляет школу имени Раатбека Санатбаева. Специализация греко-римская борьба (борьба на поясах). В период своей спортивной карьеры трижды выигрывал чемпионат Кыргызстана по греко-римской борьбе. В 2016 году завоевал бронзовую медаль чемпионате Азии по борьбе на поясах в Ашхабаде, Туркменистан. В том же году стал серебряным призёром чемпионата мира по борьбе на поясах в весовой категории до 75 кг (Набережные Челны, Россия).